# OpenLayers
OpenLayers je otevřená javascriptová knihovna určená k zobrazování map ve webovém prohlížeči. Poskytuje API pro tvorbu webových mapových aplikací, použita je například pro zobrazování map projektu OpenStreetMap.
Od listopadu 2007 knihovna patří mezi projekty Open Source Geospatial Foundation.